# Malindangia
Genre
Malindangia est un genre monotypique de passereaux de la famille des Campephagidae. Il comprend une seule espèce d'échenilleurs.

## Répartition
Ce genre est endémique de l'île de Mindanao aux Philippines.

## Liste alphabétique des espèces
D'après la classification de référence du Congrès ornithologique international (version 8.2, 2018) :
- Malindangia mcgregori Mearns, 1907 — Échenilleur à queue pointue, Échenilleur de McGregor

## Taxonomie
Ce genre a été créé par la classification de référence du Congrès ornithologique international (version 8.2, 2018) sur des critères phylogéniques.